# Börje Uvnäs
Börje Karl Magnus Uvnäs, född 20 juni 1913 i Malmö Sankt Johannes församling, död 5 november 2003 i Oscars församling i Stockholm, var en svensk läkare och fysiolog.

## Biografi
Efter studentexamen 1931 blev Uvnäs student vid Lunds universitet. Han avlade medicine licentiatexamen 1938, fick sin läkarlegitimation 1939 och promoverades till medicine doktor 1942. Uvnäs var docent i fysiologi i Lund 1942–1947 och professor där i samma ämne 1949–1952. Han blev professor i farmakologi 1952 vid Karolinska institutet, en tjänst han uppehöll till 1979. I sin forskning ägnade han sig åt allergierna och klarlade bland annat hur histaminer och andra allergiframkallande ämnen frisätts från så kallade mastceller.
Uvnäs blev ledamot av Fysiografiska sällskapet i Lund 1950 och av Vetenskapsakademien 1964. Han var också ledamot av flera utländska akademier och sällskap. Uvnäs blev riddare av Nordstjärneorden 1956 och kommendör av samma orden 1967. Han mottog Hans Majestät Konungens medalj i 12:e storleken i Serafimerordens band 2000.
Börje Uvnäs var son till Lorens Larsson och Debora Sjöberg. Han var 1943–1964 gift med Brita Jacobson (1919–2019), omgift Ferner, dotter till direktören Oscar Jacobson och Jenny Olsen. De fick tre barn: en dotter 1944, en son 1945 och en dotter 1947. Dottern Kerstin Uvnäs-Moberg är också forskare inom fysiologi samt mor till epidemiologen Anders Wallensten.